# Politique dans l'Aisne
Le département français de l'Aisne est un département créé le 4 mars 1790 en application de la loi du 22 décembre 1789, à partir des anciennes provinces de Champagne, d'Île-de-France et de Picardie. Les 798 actuelles communes, dont presque toutes sont regroupées en intercommunalités, sont organisées en 21 cantons permettant d'élire les conseillers départementaux. La représentation dans les instances régionales est quant à elle assurée par 15 conseillers régionaux. Le département est également découpé en 5 circonscriptions législatives et est représenté au niveau national par cinq députés et trois sénateurs. 

## Représentation politique et administrative

### Préfets et arrondissements

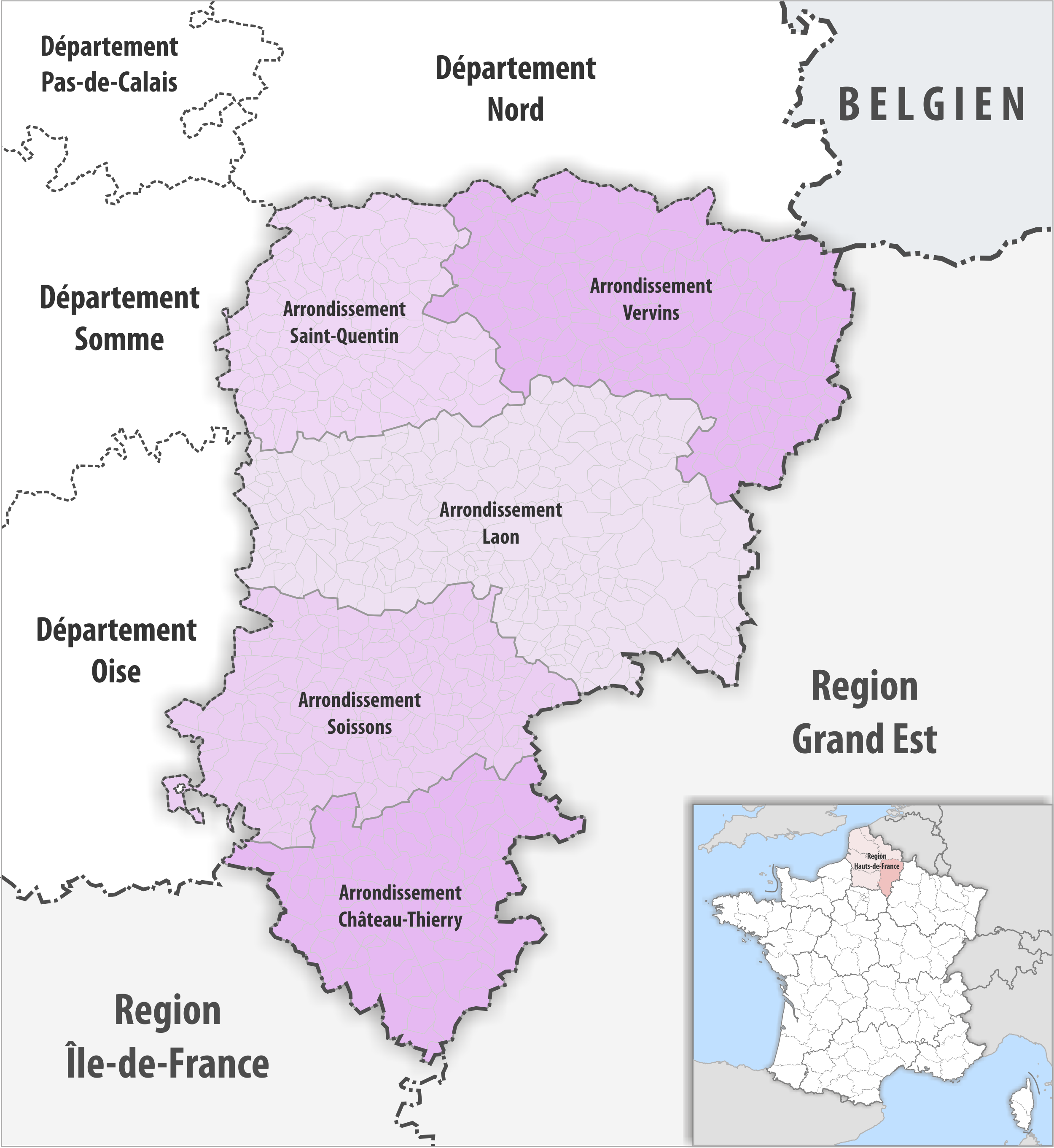
Arrondissements

Le département de l'Aisne est découpé en cinq arrondissements :
- Arrondissement de Château-Thierry qui regroupe les cantons de Château-Thierry, Essômes-sur-Marne, Fère-en-Tardenois, Villers-Cotterêts
- Arrondissement de Laon qui regroupe les cantons de Chauny, Guignicourt, Marle, Fère-en-Tardenois, Tergnier, Laon-1, Laon-2, Vic-sur-Aisne,Vervins
- Arrondissement de Saint-Quentin qui regroupe les cantons de Saint-Quentin-1, Saint-Quentin-2, Saint-Quentin-3, Bohain-en-Vermandois, Ribemont
- Arrondissement de Soissons qui regroupe les cantons de Soissons-1, Soissons-2, Fère-en-Tardenois,Villers-Cotterêts, Vic-sur-Aisne
- Arrondissement de Vervins qui regroupe les cantons de Guise, Hirson, Marle, Vervins

Depuis juin 2021, le préfet de l'Aisne est Thomas Campeaux. Diplômé de l'IEP de Paris et formé à l'ENA, Thomas Campeaux est haut fonctionnaire depuis 2002. Il a été sous-préfet dans la Meuse puis à La Réunion de 2006 à 2012. Il a rejoint le cabinet du ministre de l'Intérieur de 2015 à 2017 avant sa nomination au Conseil d'État, qu'il a quitté pour l'Aisne en 2021.

### Députés et circonscriptions législatives

Circonscriptions et affiliations à l'issue des élections de 2024.

Depuis 1958, l'Aisne élit cinq députés dans le cadre de cinq circonscriptions législatives, exception faite sous la huitième législature. La droite a d'abord dominé avec au moins quatre sièges sur cinq jusqu'en 1973. Là, la gauche emporte quatre sièges, deux pour le PS et deux pour le PCF, seul subsiste à droite, André Rossi, député du Centre républicain de Château-Thierry. Celui-ci intègre d'ailleurs les gouvernements Chirac, Barre I et II. En 1978, les sortants sont tous réélus mais en 1981, le PS conquiert le siège d'André Rossi. 
En 1986, l'union UDF-RPR obtient deux sièges dont un pour André Rossi. En 1988, la gauche obtient quatre sièges contre un pour André Rossi. La situation s'inverse en 1993 lors de la déroute nationale de la gauche. Seul résiste Jean-Pierre Balligand, député socialiste de Thiérache. 1993 constitue la neuvième et dernière victoire législative d'André Rossi qui décède en 1994 et est remplacé par Renaud Dutreil. 
En 1997, la gauche reprend l'avantage avec quatre députés sur cinq, seul Dutreil résistant à la gauche plurielle. Cet avantage, la gauche le conserve pendant 20 ans. Si la socialiste Odette Grzegrzulka cède en 2002 le siège de Saint-Quentin à Xavier Bertrand, les trois autres sièges de gauche le restent jusqu'en 2017. Entre 2004 et 2012, Xavier Bertrand est appelé plusieurs fois au gouvernement. En 2012, plusieurs changements interviennent. La droite perd le siège de Château-Thierry au profit du radical de gauche Jacques Krabal et Jean-Pierre Balligand passe la main à Jean-Louis Bricout. Xavier Bertrand reste le seul député de droite et passe la main en 2016, après avoir été élu président du conseil régional. 
Le successeur LR de Bertrand, Julien Dive, et le socialiste Jean-Louis Bricout sont les seuls résistants à la vague marcheuse de 2017. Les trois autres sièges sont emportés par des soutiens à Emmanuel Macron, dont l'ancien radical de gauche, Jacques Krabal. En 2022, tous les sièges marcheurs basculent au profit du RN. Sont élus, Nicolas Dragon, conseiller municipal à Laon, José Beaurein, conseiller municipal à Chauny, premier député aveugle sous la cinquième république, et Jocelyn Dessigny, adjoint au maire de Villers-Cotterêts. Dive et Bricout conservent les deux autres sièges. On peut noter que Jean-Louis Bricout ne siège plus au groupe socialiste mais a rejoint le groupe LIOT.
| Circ. | Nom              |  | Parti | Groupe                        | Suppléant             |
| ----- | ---------------- |  | ----- | ----------------------------- | --------------------- |
| 1re   | Nicolas Dragon   |  | RN    | Rassemblement national        | Sarah Flamant         |
| 2e    | Julien Dive      |  | LR    | Droite républicaine (app.)    | Marie-Laurence Maitre |
| 3e    | Eddy Casterman   |  | RN    | Rassemblement national (app.) | Alban Hachard         |
| 4e    | José Beaurain    |  | RN    | Rassemblement national        | Albert Schoof         |
| 5e    | Jocelyn Dessigny |  | RN    | Rassemblement national        | Martine Olivier       |

### Sénateurs
Depuis 1959, l'Aisne possède trois sénateurs et leur orientation globalement à droite a peu évolué. Il faut attendre l'élection de Jacques Pelletier en 1980, pour voir un sénateur dont l'orientation politique est moins marquée à droite. Celui-ci a participé au gouvernement Barre III mais est encarté au MRG lors de son élection et est nommé en 1988 au gouvernement de Michel Rocard. Pelletier reste au Sénat jusqu'à son décès en 2007. Les socialistes obtiennent enfin un sénateur en 2008 avec l'élection d'Yves Daudigny, président du conseil général. Pierre André, maire UMP de Saint-Quentin, élu en 1998 est reconduit tandis qu'Antoine Lefèvre, maire UMP de Laon, emporte le troisième siège. En 2014, Daudigny et Lefèvre gardent leur siège et le sénateur André se retire. Sa place est prise par l'ancienne députée, suppléante de Xavier Bertrand, Pascale Gruny. En 2020, la gauche s'affaiblit et ne parvient pas à garder le siège de Daudigny qui se retire. C'est Pierre-Jean Verzelen, maire de Crécy-sur-Serre, conseiller départemental du canton de Marle et premier vice-président du département, qui est élu.
| Nom                  |  | Parti            | Groupe                  | Autres mandats (passés ou actuels)    |
| -------------------- |  | ---------------- | ----------------------- | ------------------------------------- |
| Pierre-Jean Verzelen |  | Les Républicains | Groupe Les Républicains | Conseiller départemental de l'Aisne   |
| Antoine Lefèvre      |  | Les Républicains | Groupe Les Républicains | Maire de Laon                         |
| Pascale Gruny        |  | Les Républicains | Groupe Les Républicains | Conseillère départementale de l'Aisne |

### Conseillers départementaux
Depuis 1945, le conseil général puis départemental de l'Aisne a beaucoup évolué d'orientation entre la gauche et la droite de l'échiquier politique. Brièvement mené par des présidents SFIO jusqu'en 1951, le conseil passe à droite avec deux présidents UNR jusqu'en 1964. Le radical Jacques Pelletier obtient un record de longévité inégalé depuis 1871, restant 15 ans en poste. L'UDF reprend la présidence en 1979 avec notamment le sénateur Paul Girod de 1988 à 1998. Le conseil bascule à gauche en 1998, le député socialiste Jean-Pierre Balligand prenant la présidence. Il est remplacé par Yves Daudigny en 2001 qui reste en poste jusqu'en 2015. Au dernier renouvellement de 2011, avant le redécoupage de 2014, la gauche tient deux tiers des cantons soit 28 des 42 sièges du conseil. 

Cantons et affiliations à l'issue des élections de 2021.

En 2015, le FN effectue une percée en glanant plus de 44 % des voix au second tour. Cependant, il n'emporte que 8 sièges sur 42, quand la gauche en conserve 16 et la droite en obtient 18. Yves Daudigny est défait à Marle et le canton de Jean-Pierre Balligand, Vervins, bascule aussi à droite. C'est d'ailleurs le nouveau conseiller masculin de Vervins, l'UDI Nicolas Fricoteaux, qui prend la présidence. En 2021, la majorité relative de la droite et du centre devient absolue alors que le RN disparaît du conseil. Techniquement, 28 conseillers sont élus sous la bannière de la droite et du centre, tandis que 14 sont dans l'opposition, majoritairement de gauche. Finalement, seuls six d'entre eux siègent dans le groupe d'opposition de gauche : les conseillers de Chauny, Laon-2 et Tergnier. 
| Canton               | Conseiller Sortant        | Parti | Parti | Conseiller Élu           | Parti | Parti  |
| -------------------- | ------------------------- | ----- | ----- | ------------------------ | ----- | ------ |
| Bohain-en-Vermandois | Michel Collet             |       | PS    | Delphine Molet           |       | DVG    |
| Bohain-en-Vermandois | Monique Sébastijan        |       | PCF   | Yann Rojo                |       | DVG    |
| Château-Thierry      | Bruno Beauvois            |       | LREM  | Sébastien Eugène         |       | MR     |
| Château-Thierry      | Michèle Fuselier          |       | DVG   | Michèle Fuselier         |       | DVG    |
| Chauny               | Jean-Luc Lanouilh         |       | PCF   | Mario Lirussi            |       | PS     |
| Chauny               | Fabienne Marchionni       |       | PCF   | Fabienne Marchionni      |       | Ap LFI |
| Essômes-sur-Marne    | Georges Fourré            |       | DVG   | Dominique Duclos         |       | DVG    |
| Essômes-sur-Marne    | Anne Maricot              |       | DVG   | Anne Maricot             |       | DVG    |
| Fère-en-Tardenois    | Carole Deruy              |       | LR    | Carole Deruy             |       | LR     |
| Fère-en-Tardenois    | François Rampelberg       |       | DVD   | François Rampelberg      |       | DVD    |
| Guise                | Armand Pollet             |       | RN    | Roselyne Cail            |       | DVC    |
| Guise                | Marion Saillard           |       | RN    | Hugues Cochet            |       | DVC    |
| Hirson               | Anne-Marie Fournier       |       | RN    | Jérôme Duverdier         |       | DVD    |
| Hirson               | Claude Mouflard           |       | RN    | Mélanie Nicolas          |       | DVD    |
| Laon-1               | Fawaz Karimet             |       | DVG   | Mathieu Fraise           |       | DVD    |
| Laon-1               | Annie Tujek               |       | PS    | Annie Tujek              |       | DVG    |
| Laon-2               | Thierry Delerot           |       | PS    | Thierry Delerot          |       | DVG    |
| Laon-2               | Brigitte Fournié-Turquin  |       | EÉLV  | Brigitte Fournié-Turquin |       | EÉLV   |
| Marle                | Isabelle Ittelet          |       | UDI   | Isabelle Ittelet         |       | UDI    |
| Marle                | Pierre-Jean Verzelen      |       | DVD   | Pierre-Jean Verzelen     |       | DVD    |
| Ribemont             | Florence Bonnard-Trevisan |       | IDG   | Véronique Lebeau         |       | DIV    |
| Ribemont             | Frédéric Martin           |       | PS    | Stéphane Linier          |       | DIV    |
| Saint-Quentin-1      | Colette Blériot           |       | LR    | Colette Blériot          |       | LR     |
| Saint-Quentin-1      | Jean-Pierre Boniface      |       | LR    | Jean-Pierre Loquet       |       | DVD    |
| Saint-Quentin-2      | Thomas Dudebout           |       | LR    | Thomas Dudebout          |       | LR     |
| Saint-Quentin-2      | Pascale Gruny             |       | LR    | Pascale Gruny            |       | LR     |
| Saint-Quentin-3      | Jocelyne Dogna            |       | LR    | Jocelyne Dogna           |       | LR     |
| Saint-Quentin-3      | Freddy Grzeziczak         |       | LR    | Freddy Grzeziczak        |       | LR     |
| Soissons-1           | Françoise Champenois      |       | UDI   | Françoise Champenois     |       | UDI    |
| Soissons-1           | Pascal Tordeux            |       | LREM  | Pascal Tordeux           |       | LREM   |
| Soissons-2           | Frédéric Vanier           |       | DVD   | David Bobin              |       | LR     |
| Soissons-2           | Isabelle Létrillart       |       | LR    | Isabelle Létrillart      |       | LR     |
| Tergnier             | Michel Carreau            |       | PCF   | Aurélien Gall            |       | PCF    |
| Tergnier             | Caroline Varlet           |       | DVG   | Caroline Varlet          |       | LFI    |
| Vervins              | Marie-Françoise Bertrand  |       | UDI   | Marie-Françoise Bertrand |       | UDI    |
| Vervins              | Nicolas Fricoteaux        |       | UDI   | Nicolas Fricoteaux       |       | UDI    |
| Vic-sur-Aisne        | Marie-Christine Gilliot   |       | DVD   | Sarah Batonnet           |       | DVD    |
| Vic-sur-Aisne        | Noël Lecoultre            |       | RN    | Nicolas Rebérot          |       | DVD    |
| Villeneuve-sur-Aisne | Philippe Timmerman        |       | UDI   | Paul Mougenot            |       | LR     |
| Villeneuve-sur-Aisne | Bernadette Vannobel       |       | DVD   | Coralie Venet            |       | DVD    |
| Villers-Cotterêts    | Franck Briffaut           |       | RN    | Jeanne Doyez-Roussel     |       | DVC    |
| Villers-Cotterêts    | Martine Pigoni            |       | RN    | Patrice Lazaro           |       | DVC    |

### Conseillers régionaux
Entre 1986 et 2010, l'Aisne élit ses conseillers régionaux dans le cadre de la région Picardie. Pour la première élection de 1986, l'alliance UDF-RPR-CNIP est menée par le social-démocrate Charles Baur, maire UDF de Villers-Cotterêts. C'est cette alliance qui est victorieuse face au PS, au PCF et au FN. En 1986, Baur est talonné par la liste socialiste dans l'Aisne, quatre points les séparant seulement. La droite n'obtient que la majorité relative mais le FN vote pour Baur à la présidence du conseil. 
En 1992, la gauche est plus éclatée avec l'émergence des écologistes, Les Verts et Génération écologie. Les listes Baur obtiennent un score inférieur et moins de conseillers mais peuvent compter sur le soutien du CPNT et l'abstention du FN lors du vote pour la présidence. Dans l'Aisne, Baur obtient 30 % des voix contre 16 % pour le PS et 12 % pour le FN. 
En 1998, l'alliance des socialistes, communistes et radicaux de gauche arrive en tête. C'est aussi le cas dans l'Aisne où elle obtient presque 33 % des voix contre 30 à la droite, 17 pour le FN et presque 8 pour Lutte ouvrière. Cependant, les listes Baur obtiennent 19 sièges, le CPNT 1 et le FN 11. La gauche, au sein de laquelle on compte aussi les Verts qui ont fait liste à part, est ainsi minoritaire et Baur parvient à garder la présidence avec le soutien du FN, ce qui lui vaudra d'être exclu de l'UDF. 
En 2004, ce sont les communistes menés par Maxime Gremetz qui font une liste à part à gauche tandis que le PS, les Verts et le PRG sont unis sur une liste menée par Claude Gewerc, maire PS de Clermont. L'UMP et l'UDF ont une liste d'alliance menée par le ministre de l'éducation, Gilles de Robien. On trouve également une liste FN et une liste LO-LCR. L'Aisne est le seul département à placer la liste socialiste en tête du premier tour, avec 27 voix d'avance sur la liste de la droite. Les deux premières listes y obtiennent ainsi 30 % des voix quand le FN est à 24 %, le PCF à presque 9 % et LO-LCR à 7 %. Les deux listes de gauche fusionnent et leur victoire est nette au deuxième tour avec 10 points d'avance sur la droite. Dans l'Aisne, l'écart est encore plus important avec 47,5 % pour la gauche contre 32,5 environ pour la droite et 20 % pour le FN. 
En 2010, la droite est cette fois menée par Caroline Cayeux, maire UMP de Beauvais. La gauche est à nouveau victorieuse. Dans l'Aisne, la liste unifiée de la gauche obtient plus de 49 % des voix au second tour contre moins de 31 pour la droite et 20 % au FN. On note que le Front de gauche et la liste fusionnée socialiste et verts n'ont pas réussi à s'accorder et donc aucun représentant communiste n'est présent sur la liste Gewerc. 
En 2015, l'Aisne est intégrée à la région Hauts-de-France. Les élections régionales de cette année-là voient une forte montée du FN et l'Aisne n'y fait pas exception. Le parti d'extrême droite, avec pour tête de liste régionale Marine Le Pen, prend la tête du premier tour avec plus de 40 % des voix dans la région, 43,5 dans l'Aisne. La droite de Xavier Bertrand obtient dans l'Aisne 29 % des voix quand la liste socialiste est réduite à à peine 14 % des voix. La liste de gauche se retire au second tour et la droite menée par Xavier Bertrand l'emporte. Le FN emporte alors son meilleur score départemental dans l'Aisne où il dépasse 46 % des voix. 
En 2021, Xavier Bertrand se représente à la tête d'une liste de droite tandis que le RN est mené par Sébastien Chenu, député du Nord, et la gauche par la députée européenne écologiste, Karima Delli. La majorité présidentielle présente aussi une liste menée par le secrétaire d'état Laurent Pietraszewski. Dans l'Aisne, le RN s'effondre par rapport à 2015 en n'obtenant que 26 % des voix alors que Xavier Bertrand atteint presque 49 % des voix et la liste de gauche stagne à 13 %. La majorité présidentielle est éliminée au premier tour et obtient son pire score départemental dans l'Aisne à seulement 6,5 % des voix. Au second tour, la droite l'emporte largement et l'Aisne lui offre, cette fois, son meilleur résultat à plus de 57 % des voix. Le RN est à 27 % et la gauche à plus de 15 %, six points de moins que son score régional. 
Parmi les conseillers de l'Aisne, on retrouve dans la majorité, le président LR Xavier Betrand, le maire UDI de Laon, Eric Delhaye et la maire LR de Saint-Quentin, Frédérique Macarez. Les deux conseillers RN sont Paul-Henry Hansen-Catta, défait aux législatives de 2022 par Jean-Louis Bricout, et Sarah Flamant, maire du village de Sainte-Croix et députée suppléante. La seule conseillère de gauche dans l'Aisne est la communiste Marie-Ange Layer, militante à Château-Thierry.
Présidence : Xavier Bertrand (Aisne)
|            | Parti    | Siège |
| ---------- | -------- | ----- |
| Majorité   |          |       |
|            | LR       | 4     |
|            | DVD      | 3     |
|            | UDI      | 2     |
|            | MoDem    | 1     |
|            | Horizons | 1     |
| Opposition |          |       |
|            | RN       | 2     |
|            | CNIP     | 1     |
|            | PCF      | 1     |

### Présidents des intercommunalités à fiscalité propre
| Rang | Intercommunalité à fiscalité propre                        | SIREN     | Président                | Parti | Parti      | Début de mandat |
| ---- | ---------------------------------------------------------- | --------- | ------------------------ | ----- | ---------- | --------------- |
| 01   | Communauté d'agglomération du Saint-Quentinois             | 200071892 | Frédérique Macarez       |       | LR         | 10 juillet 2020 |
| 02   | Communauté d'agglomération Chauny-Tergnier-La Fère         | 200071785 | Dominique Ignazsciak     |       | UDI        | 10 juillet 2020 |
| 03   | Communauté d'agglomération de la Région de Château-Thierry | 200072031 | Etienne Hay              |       | DVD        | 21 janvier 2017 |
| 04   | Communauté d'agglomération du Soissonnais                  | 240200477 | Alain Crémont            |       | DVD        | juillet 2020    |
| 05   | Communauté d'agglomération du Pays de Laon                 | 200043495 | Eric Delhaye             |       | UDI        | octobre 2017    |
| 06   | Communauté de communes du Pays du Vermandois               | 240200493 | Marcel Leclere           |       | DVD        | mars 2008       |
| 07   | Communauté de communes Retz-en-Valois                      | 200071991 | Alexandre De Montesquiou |       | LR         | 13 janvier 2017 |
| 08   | Communauté de communes de la Thiérache du Centre           | 240200444 | Paul Véron               |       | DVD        | avril 2014      |
| 09   | Communauté de communes des Trois Rivières                  | 240200600 | Jean-Jacques Thomas      |       | PS         | avril 2008      |
| 10   | Communauté de communes Thiérache Sambre et Oise            | 200071983 | Cochet Hugues            |       | DVG        | 11 janvier 2017 |
| 11   | Communauté de communes du Val de l'Oise                    | 200040426 | Didier Beauvais          |       | LR         | janvier 2014    |
| 12   | Communauté de communes du Pays de la Serre                 | 240200469 | Pierre-Jean Verzelen     | LR    | avril 2014 |                 |
| 13   | Communauté de communes des Portes de la Thiérache          | 200040426 | Jean-François Pagnon     |       | PS         | juillet 2020    |
| 14   | Communauté de communes du Val de l'Oise                    | 200040426 | Didier Beauvais          |       | LR         | janvier 2014    |
| 15   | Communauté de communes du canton d'Oulchy-le-Château       | 240200519 | Hervé Muzart             | LR    | avril 2014 |                 |
| 16   | Communauté de communes du Chemin des Dames                 | 240200592 | Jean-Paul Coffinet       |       | SE         | mars 2008       |

Les présidences des intercommunalités, à l'image des mairies des communes les constituant, sont dominées par la droite dans l'Aisne. Les cinq plus peuplées, les communautés d'agglomération, sont toutes gérées par une présidence classée à droite. Dans le cas du Saint-Quentinois et du pays de Laon, ce sont les maires des communes centres qui sont directement présidents, c'est le cas depuis 1999 à Saint-Quentin et au moins 2001 à Laon. Le Soissonnais est dirigé par le maire de Soissons, Alain Crémont, depuis 2020. Auparavant, les présidents étaient tous issus de plus petites communes dont son prédécesseur, Jean-Marie Carré, conseiller municipal DVG et ancien maire du village de Septmonts. La communauté de Chauny-Tergnier-La Fère, créée en 2017, a aussi basculé à droite en 2020 quand l'adjoint au maire de Tergnier, Bernard Brochain, a laissé sa place à Dominique Ignaszak, maire-adjoint UDI de Chauny. Enfin, la région de Château-Thierry est dirigée par Étienne Haÿ, maire du village d'Épaux-Bézu, depuis sa création en 2017. 

### Maires
| Commune       | Maire              |  | Parti | Élection | Population |
| ------------- | ------------------ |  | ----- | -------- | ---------- |
| Laon          | Éric Delhaye       |  | UDI   | 2017     | 24 876     |
| Saint-Quentin | Frédérique Macarez |  | LR    | 2016     | 53 816     |
| Soissons      | Alain Crémont      |  | DVD   | 2014     | 28 530     |

Carte des 798 communes de l'Oise au 1er janvier 2022.

La droite domine les trois principaux centres urbains de l'Aisne. Il est à noter cependant que la gauche contrôle plusieurs municipalités de taille plus modeste telles que Tergnier, Hirson ou Bohain-en-Vermandois. Le centre est aussi représenté par les majorités municipales à Château-Thierry et Chauny. Franck Briffaut a conquis pour le FN la mairie de Villers-Cotterêts sur la gauche en 2014 et l'a conservée au RN en 2020.
Saint-Quentin au sortir de la guerre voit sa mairie dominée par la gauche. Ce sont surtout des communistes et des socialistes qui s'y succèdent jusqu'en 1965. La droite s'y installe ensuite, principalement sous la direction du sénateur UDR puis RPR Jacques Braconnier. Il est défait en 1977 par le député communiste Daniel Le Meur. Il reprend l'avantage en 1983 mais Le Meur revient en 1989. La droite a, à nouveau, le dessus en 1995 pour ne plus jamais le perdre. Le sénateur Pierre André reste en place 15 ans, record pour la ville, avant que ne prenne sa suite, Xavier Bertrand en 2010 qui lui-même démissionne en 2016 au profit de son adjointe Frédérique Macarez.
Quand Saint-Quentin a connu 13 maires depuis 1944, Laon a vu des municipalités plus stables avec seulement sept maires et aucune démission en cours de mandat jusqu'en 2017. Le socialiste anti-gaulliste Marcel Levindrey, maire de 1935 à 1941 quand il est démis de ses fonctions, retrouve son écharpe de maire de 1944 à 1965. Il est remplacé par le député UNR-RPR Guy Sabatier qui reste en place pour deux mandats. Le socialiste Robert Aumont lui succède en 1977 et c'est son premier adjoint qui prend sa place dès 1983. René Dosière est cependant défait dès 1989 par Jean-Claude Lamant. Bien que Dosière reprenne les sièges de député et de conseiller général à Lamant au cours des années 1990, le maire RPR se maintient en poste jusqu'en 2001. Son successeur désigné, Antoine Lefèvre, réussit à prendre sa succession et est réélu dès le premier tour en 2008. Il démissionne pour rester au Sénat et c'est Éric Delhaye, issu de l'UDI, qui est élu maire.
Soissons, au contraire de Saint-Quentin et Laon, est plutôt dominée par la droite après guerre et la droite installée dans les années 1990 a vu son emprise sur la ville remise en question. En effet, pendant près de 20 ans, jusqu'en 1965, c'est le sénateur Louis Roy, du RPF, qui tient les rênes de la ville. Un radical, Jean Guerland, prend sa suite avant que la municipalité ne passe à gauche en 1977. S'installe alors le socialiste Bernard Lefranc. Député à partir de 1981, il est battu par l'UDF Emmanuelle Bouquillon pour l'Assemblée en 1993, dont elle devient la benjamine, puis la mairie en 1995. Cette dernière démissionne toutefois de la mairie en 2000, à la suite d'un accident de la route qu'elle a causé. Lui succède Claude Parisot qui est réélu dès le premier tour en 2001. Il décède cependant quelques mois plus tard seulement, des suites d'une maladie. Sa première adjointe, Édith Errasti, prend sa suite jusqu'en 2008. Elle conduit la droite en 2008 à la défaite face à la liste de gauche menée par le socialiste Patrick Day qui l'emporte avec 57 % des voix. La droite revient au pouvoir en 2014 avec la liste menée par Alain Crémont qui s'impose en triangulaire contre la majorité sortante (45 à 40 % des voix).
Les trois majorités municipales sortantes ont toutes été largement confirmées aux élections municipales de 2020. La liste Macarez dépasse 65 % des voix à Saint-Quentin à 15 pour le RN et 9 % chacun pour une liste d'union de la gauche et une autre liste communiste. Delhaye dépasse 61 % des voix à Laon contre une liste de gauche unie qui obtient 25 % des voix et le RN qui frôle 10 % des voix. Soissons, enfin, confie un second mandat à Alain Crémont à hauteur de 59 % des voix. Face à lui, une liste marcheuse obtient 15 % des voix, le RN 12 %, une liste d'union de la gauche plafonne à 7 % et une liste insoumise à 5 % des suffrages.

## Résultats électoraux

### Élections présidentielles

#### Élection présidentielle de 2012
Source : Ministère de l'Intérieur - Aisne (Picardie)
| |  | |
| Candidat arrivé en tête dans les communes de l'Aisne au 1ertour :François HollandeNicolas SarkozyMarine Le PenJean-Luc Mélenchon |  | Candidat arrivé en tête dans les communes de l'Aisne au 2e tour : François HollandeNicolas Sarkozy |

Lors de cette élection présidentielle, François Hollande arrive en tête du premier tour dans l'Aisne avec un peu plus de 27 % des voix. C'est un point et demi en deçà de sa performance nationale. Il est talonné, avec moins d'un point de retard, par Marine Le Pen. La candidate FN obtient l'un de ses meilleurs résultats départementaux, qui dépasse de plus de 8 points son résultat national. L'Aisne est alors l'un des seuls 16 départements à la placer dans le duo de tête. Le président sortant, Nicolas Sarkozy, obtient 24 % des voix, 3 points de moins que son résultat national. Le candidat de gauche radicale Jean-Luc Mélenchon se place à 10 % des voix, et le centriste François Bayrou à moins de 7 %, des résultats inférieurs à la moyenne nationale des deux candidats. Parmi les petits candidats, on peut noter que le score d'Eva Joly à 1,16 % des voix est sa pire performance départementale, outre-mer comprise.
Au terme du second tour, François Hollande emporte l'Aisne avec un score légèrement supérieur (+ 0,8 %) à sa moyenne nationale alors que Nicolas Sarkozy a été victorieux ici en 2007. 
Dans le détail des communes, Saint-Quentin, la ville du ministre du Travail de Nicolas Sarkozy, choisit François Hollande à hauteur de 30 puis 54 % de ses voix. Laon est encore plus franche pour le candidat socialiste en lui accordant 32 % des voix au premier tour puis près de 58 % au second. Paradoxalement, Soissons, alors gérée par la gauche, vote de justesse pour Nicolas Sarkozy au second tour, il obtient 50,15 % des voix. Une seule commune porte Jean-Luc Mélenchon en tête du premier tour, le village de Nauroy.
| Candidat       | Candidat              | Premier tour | Premier tour | Second tour | Second tour |
| Candidat       | Candidat              | Voix         | %            | Voix        | %           |
| -------------- | --------------------- | ------------ | ------------ | ----------- | ----------- |
|                | Eva Joly              | 3 455        | 1,16         |             |             |
|                | Marine Le Pen         | 78 452       | 26,33        |             |             |
|                | Nicolas Sarkozy       | 72 090       | 24,20        | 133 760     | 47,60       |
|                | Jean-Luc Mélenchon    | 30 360       | 10,19        |             |             |
|                | Philippe Poutou       | 3 860        | 1,30         |             |             |
|                | Nathalie Arthaud      | 2 490        | 0,84         |             |             |
|                | Jacques Cheminade     | 738          | 0,25         |             |             |
|                | François Bayrou       | 19 895       | 6,68         |             |             |
|                | Nicolas Dupont-Aignan | 5 853        | 1,96         |             |             |
|                | François Hollande     | 80 751       | 27,10        | 147 260     | 52,40       |
|                |                       |              |              |             |             |
| Inscrits       | Inscrits              | 376 068      | 100,00       | 376 073     | 100,00      |
| Abstentions    | Abstentions           | 72 928       | 19,39        | 73 997      | 19,68       |
| Votants        | Votants               | 303 140      | 80,61        | 302 076     | 80,32       |
| Blancs et nuls | Blancs et nuls        | 5 196        | 1,71         | 21 056      | 6,97        |
| Exprimés       | Exprimés              | 297 944      | 98,29        | 281 020     | 93,03       |

#### Élection présidentielle de 2017
|                                      |  |                                     |
| Résultats du premier tour par canton |  | Résultats du second tour par canton |

|                                           |                                                  | Premier tour 23 avril 2017 | Premier tour 23 avril 2017 | Second tour 7 mai 2017 | Second tour 7 mai 2017 |
|                                           |                                                  | Nombre                     | % des inscrits             | Nombre                 | % des inscrits         |
| Inscrits                                  | Inscrits                                         | 375 752                    | 100,00                     | 375 791                | 100,00                 |
| Abstentions                               | Abstentions                                      | 80 183                     | 21,34                      | 90 745                 | 24,15                  |
| Votants                                   | Votants                                          | 295 569                    | 78,66                      | 285 046                | 75,85                  |
|                                           |                                                  |                            | % des votants              |                        | % des votants          |
| Bulletins blancs                          | Bulletins blancs                                 | 5 047                      | 1,71                       | 22 838                 | 8,01                   |
| Bulletins nuls                            | Bulletins nuls                                   | 2 382                      | 0,81                       | 9 067                  | 3,18                   |
| Suffrages exprimés                        | Suffrages exprimés                               | 288 140                    | 97,49                      | 253 141                | 88,81                  |
|                                           |                                                  |                            |                            |                        |                        |
| Candidat Parti politique                  | Candidat Parti politique                         | Voix                       | % des exprimés             | Voix                   | % des exprimés         |
|                                           | Marine Le Pen Front national                     | 102 770                    | 35,67                      | 133 939                | 52,91                  |
|                                           | Emmanuel Macron En marche                        | 51 680                     | 17,94                      | 119 202                | 47,09                  |
|                                           | Jean-Luc Mélenchon La France insoumise           | 48 950                     | 16,99                      |                        |                        |
|                                           | François Fillon Les Républicains                 | 46 969                     | 16,30                      |                        |                        |
|                                           | Nicolas Dupont-Aignan Debout la France           | 14 651                     | 5,08                       |                        |                        |
|                                           | Benoît Hamon Parti socialiste                    | 12 230                     | 4,24                       |                        |                        |
|                                           | Philippe Poutou Nouveau Parti anticapitaliste    | 3 156                      | 1,10                       |                        |                        |
|                                           | Nathalie Arthaud Lutte ouvrière                  | 2 763                      | 0,96                       |                        |                        |
|                                           | Jean Lassalle Résistons                          | 2 264                      | 0,79                       |                        |                        |
|                                           | François Asselineau Union populaire républicaine | 2 171                      | 0,75                       |                        |                        |
|                                           | Jacques Cheminade Solidarité et progrès          | 536                        | 0,19                       |                        |                        |
| Source : Ministère de l'Intérieur - Aisne |                                                  |                            |                            |                        |                        |

L'Aisne plébiscite Marine Le Pen à l'occasion de cette élection présidentielle. Elle obtient 9 points de plus qu'en 2012 et se place en tête du premier tour. Les trois candidats qui suivent obtiennent des scores similaires. Le benjamin de l'élection, Emmanuel Macron obtient 18 % des voix, l'insoumis Jean-Luc Mélenchon en obtient 17, progression personnelle de près de 7 points, et François Fillon est à un peu plus de 16 % des voix. Le second tour porte en tête dans le département la candidate frontiste à près de 53 % des voix. L'Aisne est ainsi l'un des deux seuls départements, en plus du Pas-de-Calais, à voter pour Marine Le Pen. Le score de Marine Le Pen au premier tour dans l'Aisne constitue son meilleur résultat départemental.
Au niveau des communes, les trois plus grandes villes du département, Saint-Quentin, Laon et Soissons, s'accordent pour voter en faveur de Le Pen à hauteur de 28 % environ au premier tour mais se reportent en faveur de Macron au deuxième. Celui-ci obtient 57 % des voix dans chacune de ces villes,,. 

#### Élection présidentielle de 2022
| Candidats                | Candidats                | Partis                   | Premier tour | Premier tour | Second tour | Second tour |
| Candidats                | Candidats                | Partis                   | Voix         | %            | Voix        | %           |
| ------------------------ | ------------------------ | ------------------------ | ------------ | ------------ | ----------- | ----------- |
|                          | Marine Le Pen            | RN                       | 104 342      | 39,25        | 153 069     | 59,91       |
|                          | Emmanuel Macron          | LREM                     | 58 721       | 22,09        | 102 428     | 40,09       |
|                          | Jean-Luc Mélenchon       | LFI                      | 41 271       | 15,48        |             |             |
|                          | Éric Zemmour             | REC                      | 18 266       | 6,87         |             |             |
|                          | Valérie Pécresse         | LR                       | 10 920       | 4,11         |             |             |
|                          | Yannick Jadot            | EELV                     | 7 074        | 2,66         |             |             |
|                          | Jean Lassalle            | RES                      | 6 468        | 2,43         |             |             |
|                          | Fabien Roussel           | PCF                      | 5 968        | 2,24         |             |             |
|                          | Nicolas Dupont-Aignan    | DLF                      | 5 790        | 2,18         |             |             |
|                          | Anne Hidalgo             | PS                       | 2 983        | 1,12         |             |             |
|                          | Philippe Poutou          | NPA                      | 2 118        | 0,80         |             |             |
|                          | Nathalie Arthaud         | LO                       | 2 038        | 0,77         |             |             |
|                          |                          |                          |              |              |             |             |
| Votes valides            | Votes valides            | Votes valides            | 265 860      | 97,58        | 255 497     | 92,69       |
| Votes blancs             | Votes blancs             | Votes blancs             | 3 767        | 1,39         | 14 465      | 5,25        |
| Votes nuls               | Votes nuls               | Votes nuls               | 2 828        | 1,04         | 5 694       | 2,07        |
| Total                    | Total                    | Total                    | 272 455      | 100          | 275 656     | 100         |
| Abstention               | Abstention               | Abstention               | 101 089      | 27,06        | 97 965      | 26,22       |
| Inscrits / participation | Inscrits / participation | Inscrits / participation | 373 544      | 72,94        | 373 621     | 73,78       |

En 2022, l'Aisne poursuit son ancrage en faveur de Marine Le Pen. La candidate du Front national dépasse cette fois les 39 % des voix dès le premier tour, et comme en 2017, cela représente son meilleur score dans un département de métropole (Mayotte ayant voté pour elle à un pourcentage plus élevé). Cependant, Emmanuel Macron progresse à 22 %, une augmentation de 4 points. Jean-Luc Mélenchon régresse de 1,5 point à 15,5 % et Éric Zemmour atteint presque 7 %, en phase avec sa moyenne nationale. Au second tour, Marine Le Pen frôle 60 % des voix, parachevant le statut de bastion RN de l'Aisne.

Contrairement à 2017, les grandes villes sont gagnées par un vote RN important même au second tour. Laon vote à plus de 52 % pour la candidate d'extrême droite, quand Saint-Quentin lui accorde également la victoire à environ 50,5 % de ses suffrages. Seule Soissons est conservée par Emmanuel Macron où il atteint 52 % des voix au second tour. C'est également la seule des trois communes où Jean-Luc Mélenchon dépasse au premier tour 20 % des voix (en l'occurrence, 21,29 %). On peut aussi remarquer la première place du candidat insoumis dans la commune de Château-Thierry. Il y obtient 27 % des voix contre environ 25 pour les deux finalistes. (une progression pour Mélenchon de cinq points depuis 2017 contre 2,5 pour Macron et un peu moins de un point pour Le Pen) Macron conserve la commune au second mais régresse de huit points (62 % des voix en mai 2017, 54 % en avril 2022).

### Élections européennes
- Élections européennes de 2024 :

| - Liste Bardella (RN-LAF) - Liste Hayer (ENS-UDI) - Liste Bellamy (LR-LC) - Liste Maréchal (REC-MR) | |         |        |
| Liste Étiquette politique (partis et alliances)                                                     | Liste Étiquette politique (partis et alliances) | Voix    | %      |
| | La France revient ! Avec Jordan Bardella et Marine Le Pen Rassemblement national et L'Avenir français | 93 021  | 50,64  |
| | Besoin d'Europe Ensemble et Union des démocrates et indépendants | 20 761  | 11,30  |
| | Réveiller l'Europe Parti socialiste et Place publique | 14 283  | 7,78   |
| | La droite pour faire entendre la voix de la France en Europe Les Républicains et Les Centristes | 11 475  | 6,25   |
| | La France insoumise - Union populaire La France insoumise, Parti ouvrier indépendant, Révolution écologique pour le vivant, Péyi-A, Pour La Réunion et Gauche écosocialiste                                        | 9 722   | 5,29   |
| | La France fière, menée par Marion Maréchal et soutenue par Éric Zemmour Reconquête et Mouvement conservateur | 9 152   | 4,98   |
| | Parti animaliste - Les animaux comptent, votre voix aussi Parti animaliste | 4 434   | 2,41   |
| | Europe Écologie Les Écologistes – EELV et Alternative alsacienne | 4 342   | 2,36   |
| | Gauche unie pour le monde du travail soutenue par Fabien Roussel Parti communiste français, Fédération de la gauche républicaine, Parti communiste réunionnais, Parti communiste martiniquais et Humains et dignes | 4 251   | 2,31   |
| | Alliance rurale Résistons | 4 021   | 2,19   |
| | Liste Asselineau-Frexit, pour le pouvoir d'achat et pour la paix Union populaire républicaine | 1 635   | 0,89   |
| | L'Europe ça suffit ! Les Patriotes et Via, la voie du peuple | 1 579   | 0,86   |
| | Écologie au centre , Égalité Europe Écologie, Régions unies d'Europe, Génération animal, Jeunes Ecqo et La France autrement                                                                                        | 1 546   | 0,84   |
| | Lutte ouvrière - Le camp des travailleurs Lutte ouvrière et Combat ouvrier | 1 366   | 0,74   |
| | Écologie positive et territoires Écologie positive, Cap21, France Écologie, Le Trèfle - Les nouveaux écologistes, Les Universalistes, 100 % citoyens, Le Mouvement pour les animaux et Parti nationaliste basque   | 621     | 0,34   |
| | Europe Territoires Écologie Parti radical de gauche, Régions et peuples solidaires, Volt France, Mouvement des progressistes, Mouvement des citoyens et Collectif des sociaux-démocrates réformateurs              | 302     | 0,16   |
| | Équinoxe : écologie pratique et renouveau démocratique Équinoxe | 285     | 0,16   |
| | Pour un monde sans frontières ni patrons, urgence révolution ! Nouveau Parti anticapitaliste – Révolutionnaires | 201     | 0,11   |
| | Nous le peuple République souveraine et L'Appel au peuple | 129     | 0,07   |
| | Parti pirate | 125     | 0,07   |
| | PACE - Parti des citoyens européens, pour l'armée européenne, pour l'Europe sociale, pour la planète ! Parti des citoyens européens et La France a des Elles                                                       | 79      | 0,04   |
| | Espéranto langue commune Europe Démocratie Espéranto | 63      | 0,03   |
| | La ruche citoyenne La Ruche citoyenne | 45      | 0,02   |
| | Forteresse Europe - Liste d'unité nationaliste Les Nationalistes | 36      | 0,02   |
| | Paix et Décroissance Écologiste, Objecteurs de croissance, Brouette et Décroissance Élections | 30      | 0,02   |
| | « Pour le pain, la paix, la liberté ! » présentée par le Parti des travailleurs Parti des travailleurs | 30      | 0,02   |
| | France libre Extrême droite | 29      | 0,02   |
| | Free Palestine Union des démocrates musulmans français | 26      | 0,01   |
| | Pour une autre Europe Fédération citoyenne | 21      | 0,01   |
| | Défendre les enfants Droits du parent et de l'enfant | 16      | 0,01   |
| | Non à l'UE et à l'OTAN, communistes pour la paix et le progrès social Association nationale des communistes | 11      | 0,01   |
| | Non ! Prenons-nous en mains Rester libre | 10      | 0,01   |
| | Liberté démocratique française et Nouvelle émergence patriotique | 9       | 0,00   |
| | Pour une démocratie réelle : décidons nous-mêmes ! Décidons nous-mêmes ! | 9       | 0,00   |
| | Changer l'Europe Nouvelle Donne et Allons enfants | 9       | 0,00   |
| | Démocratie représentative | 8       | 0,00   |
| | Parti révolutionnaire Communistes | 4       | 0,00   |
| | Pour une humanité souveraine Changement citoyen | 3       | 0,00   |
| | |         |        |
| Inscrits                                                                                            | Inscrits | 373 728 | 100,00 |
| Abstentions                                                                                         | Abstentions | 183 978 | 49,23  |
| Votants                                                                                             | Votants | 189 750 | 50,77  |
| Blancs                                                                                              | Blancs | 2 912   | 1,53   |
| Nuls                                                                                                | Nuls | 3 149   | 1,66   |
| Exprimés                                                                                            | Exprimés | 183 689 | 96,81  |
| Source : Ministère de l'Intérieur - Aisne                                                           | |         |        |

- Élections européennes de 2019 :

| - Liste Bardella (RN) - Liste Loiseau (LREM, Maj.prés.) - Liste Jadot (EELV-R&PS) - Liste Bellamy (LR-LC-CPNT) - Liste Dupont-Aignan (DLF-CNIP) | |         |        |
| Liste Étiquette politique (partis et alliances)                                                                                                 | Liste Étiquette politique (partis et alliances) | Voix    | %      |
| | Prenez le pouvoir, liste soutenue par Marine Le Pen Rassemblement national | 74 089  | 39,88  |
| | Renaissance soutenue par La République en marche, le MoDem et ses partenaires La République en marche, Mouvement démocrate, Agir, Mouvement radical, Union des démocrates et des écologistes et Alliance centriste | 29 069  | 15,65  |
| | Europe Écologie Europe Écologie Les Verts, Alliance écologiste indépendante et Régions et peuples solidaires | 14 555  | 7,83   |
| | Union de la droite et du centre Les Républicains, Les Centristes et Chasse, pêche, nature et traditions | 13 349  | 7,19   |
| | La France insoumise La France insoumise, Parti de gauche, Gauche républicaine et socialiste et Mouvement républicain et citoyen                                                                                    | 11 663  | 6,28   |
| | Le courage de défendre les Français avec Nicolas Dupont-Aignan. Debout la France ! – CNIP Debout la France et Centre national des indépendants et paysans                                                          | 8 455   | 4,55   |
| | Envie d'Europe écologique et sociale Parti socialiste, Place publique, Nouvelle Donne et Parti radical de gauche                                                                                                   | 7 415   | 3,99   |
| | Parti animaliste Parti animaliste | 4 801   | 2,58   |
| | Liste citoyenne du Printemps européen avec Benoît Hamon soutenue par Génération.s et DéME-DiEM25 Génération.s | 4 364   | 2,35   |
| | Les Européens Union des démocrates et indépendants, Force européenne démocrate et La Gauche moderne | 4 028   | 2,17   |
| | Pour l'Europe des gens, contre l'Europe de l'argent Parti communiste français et République et socialisme | 3 828   | 2,06   |
| | Urgence écologie Génération écologie, Mouvement écologiste indépendant, Mouvement des progressistes et Union des démocrates et des écologistes                                                                     | 2 352   | 1,27   |
| | Ensemble pour le Frexit Union populaire républicaine | 1 884   | 1,01   |
| | Ensemble Patriotes et Gilets jaunes : pour la France, sortons de l'Union européenne ! Les Patriotes | 1 862   | 1,00   |
| | Lutte ouvrière – contre le grand capital, le camp des travailleurs Lutte ouvrière | 1 762   | 0,95   |
| | Alliance jaune, la révolte par le vote Sans étiquette | 1 212   | 0,65   |
| | Les oubliés de l'Europe – artisans, commerçants, professions libérales et indépendants – ACPLI Coordination nationale des indépendants                                                                             | 448     | 0,24   |
| | Espéranto – langue commune équitable pour l'Europe Europe Démocratie Espéranto | 151     | 0,08   |
| | PACE – Parti des citoyens européens Parti des citoyens européens | 115     | 0,06   |
| | Parti pirate Parti pirate | 89      | 0,05   |
| | Décroissance 2019 Parti pour la décroissance | 77      | 0,04   |
| | Union pour une Europe au service des peuples Union des démocrates musulmans français | 49      | 0,03   |
| | Mouvement pour l'initiative citoyenne Mouvement pour l'initiative citoyenne | 39      | 0,02   |
| | Allons enfants Allons enfants, le parti de la jeunesse | 30      | 0,02   |
| | Liste de la reconquête Dissidence française | 27      | 0,01   |
| | Une France royale au cœur de l'Europe Alliance royale | 15      | 0,01   |
| | À voix égales Sans étiquette | 12      | 0,01   |
| | Évolution citoyenne Sans étiquette | 10      | 0,01   |
| | Union démocratique pour la liberté, égalité, fraternité (UDLEF) Union démocratique pour la liberté, égalité, fraternité                                                                                            | 10      | 0,01   |
| | Parti fédéraliste européen – Pour une Europe qui protège ses citoyens Parti fédéraliste européen | 8       | 0,00   |
| | Démocratie représentative La révolution est en marche | 6       | 0,00   |
| | Parti révolutionnaire Communistes Parti révolutionnaire Communistes | 6       | 0,00   |
| | La ligne claire Parti de l'in-nocence et Souveraineté, identité et libertés | 3       | 0,00   |
| | Neutre et actif Sans étiquette | 1       | 0,00   |
| | |         |        |
| Inscrits | Inscrits | 371 723 | 100,00 |
| Abstentions | Abstentions | 176 251 | 47,41  |
| Votants | Votants | 195 472 | 52,59  |
| Blancs | Blancs | 4 970   | 2,54   |
| Nuls | Nuls | 4 718   | 2,41   |
| Exprimés | Exprimés | 185 784 | 95,04  |
| Source : Ministère de l'Intérieur - Aisne | |         |        |

### Élections législatives
|      |      |      |      |      |      |      |      |      | 1re                                                | 1re                                                | 2e                                                 | 2e                                                 | 3e                                                 | 3e                                                 | 4e                                                 | 4e                                                 | 5e                                                 | 5e                                                 |
| ---- | ---- | ---- | ---- | ---- | ---- | ---- | ---- | ---- | -------------------------------------------------- | -------------------------------------------------- | -------------------------------------------------- | -------------------------------------------------- | -------------------------------------------------- | -------------------------------------------------- | -------------------------------------------------- | -------------------------------------------------- | -------------------------------------------------- | -------------------------------------------------- |
| 2024 | 2024 | 2024 | 2024 | 2024 | 2024 | 2024 | 2024 | 2024 |                                                    | RN                                                 |                                                    | LR                                                 |                                                    | RN                                                 |                                                    | RN                                                 |                                                    | RN                                                 |
| 2022 | 2022 | 2022 | 2022 | 2022 | 2022 | 2022 | 2022 | 2022 |                                                    | RN                                                 |                                                    | LR                                                 |                                                    | DVG                                                |                                                    | RN                                                 |                                                    | RN                                                 |
| 2017 | 2017 | 2017 | 2017 | 2017 | 2017 | 2017 | 2017 | 2017 |                                                    | LREM                                               |                                                    | LR                                                 |                                                    | PS                                                 |                                                    | LREM                                               |                                                    | LREM                                               |
| 2012 | 2012 | 2012 | 2012 | 2012 | 2012 | 2012 | 2012 | 2012 |                                                    | DVG                                                |                                                    | UMP                                                |                                                    | PS                                                 |                                                    | MRC                                                |                                                    | PRG                                                |
| 2007 | 2007 | 2007 | 2007 | 2007 | 2007 | 2007 | 2007 | 2007 |                                                    | DVG                                                |                                                    | UMP                                                |                                                    | PS                                                 |                                                    | DVG                                                |                                                    | UMP                                                |
| 2002 | 2002 | 2002 | 2002 | 2002 | 2002 | 2002 | 2002 | 2002 |                                                    | PS                                                 |                                                    | UMP                                                |                                                    | PS                                                 |                                                    | DVG                                                |                                                    | UMP                                                |
| 1997 | 1997 | 1997 | 1997 | 1997 | 1997 | 1997 | 1997 | 1997 |                                                    | PS                                                 |                                                    | PS                                                 |                                                    | PS                                                 |                                                    | MDC                                                |                                                    | UDF                                                |
| 1993 | 1993 | 1993 | 1993 | 1993 | 1993 | 1993 | 1993 | 1993 |                                                    | RPR                                                |                                                    | UDF                                                |                                                    | PS                                                 |                                                    | UDF                                                |                                                    | UDF                                                |
| 1988 | 1988 | 1988 | 1988 | 1988 | 1988 | 1988 | 1988 | 1988 |                                                    | PS                                                 |                                                    | PCF                                                |                                                    | PS                                                 |                                                    | PS                                                 |                                                    | UDF                                                |
| 1986 | 1986 | 1986 | 1986 | 1986 | 1986 | 1986 | 1986 | 1986 | Scrutin proportionnel plurinominal par département | Scrutin proportionnel plurinominal par département | Scrutin proportionnel plurinominal par département | Scrutin proportionnel plurinominal par département | Scrutin proportionnel plurinominal par département | Scrutin proportionnel plurinominal par département | Scrutin proportionnel plurinominal par département | Scrutin proportionnel plurinominal par département | Scrutin proportionnel plurinominal par département | Scrutin proportionnel plurinominal par département |
| 1981 | 1981 | 1981 | 1981 | 1981 | 1981 | 1981 | 1981 | 1981 |                                                    | PS                                                 |                                                    | PCF                                                |                                                    | PS                                                 |                                                    | PCF                                                |                                                    | PS                                                 |
| 1978 | 1978 | 1978 | 1978 | 1978 | 1978 | 1978 | 1978 | 1978 |                                                    | PS                                                 |                                                    | PCF                                                |                                                    | PS                                                 |                                                    | PCF                                                |                                                    | UDF                                                |
| 1973 | 1973 | 1973 | 1973 | 1973 | 1973 | 1973 | 1973 | 1973 |                                                    | PS                                                 |                                                    | PCF                                                |                                                    | PS                                                 |                                                    | PCF                                                |                                                    | CR                                                 |
| 1968 | 1968 | 1968 | 1968 | 1968 | 1968 | 1968 | 1968 | 1968 |                                                    | UDR                                                |                                                    | UDR                                                |                                                    | FGDS                                               |                                                    | UDR                                                |                                                    | CR                                                 |
| 1967 | 1967 | 1967 | 1967 | 1967 | 1967 | 1967 | 1967 | 1967 |                                                    | UD-Ve                                              |                                                    | UD-Ve                                              |                                                    | FGDS                                               |                                                    | UD-Ve                                              |                                                    | CR                                                 |
| 1962 | 1962 | 1962 | 1962 | 1962 | 1962 | 1962 | 1962 | 1962 |                                                    | UNR-UDT                                            |                                                    | UNR-UDT                                            |                                                    | UNR-UDT                                            |                                                    | UNR-UDT                                            |                                                    | CR                                                 |
| 1958 | 1958 | 1958 | 1958 | 1958 | 1958 | 1958 | 1958 | 1958 |                                                    | CNIP                                               |                                                    | UNR                                                |                                                    | CNIP                                               |                                                    | UNR                                                |                                                    | CR                                                 |